# Конюхи (Могилёвская область)
Конюхи́ (бел. Канюхі) — деревня в составе Ленинского сельсовета Горецкого района Могилёвской области Республики Беларусь.
До 7 сентября 2000 года деревня входила в состав Ленинского сельсовета, до 13 июня 2002 года — в составе Ходоровского сельсовета.

## Население
- 2010 год — 11 человек